# Tezno
Tezno è un sobborgo di Maribor, in Slovenia. Nel 2012 contava 11.472 abitanti.
Nell'estate del 1999 nel corso di lavori per la costruzione dell'autostrada A1 nei suoi dintorni emersero i resti di una fossa comune, in origine una trincea anticarro scavata dai tedeschi, in cui si stima si trovino i resti di 15.000 corpi. Si tratta delle vittime di esecuzioni sommarie di massa perpetrate dai partigiani comunisti iugoslavi subito dopo la fine della seconda guerra mondiale..
Nel giugno 2010 il presidente croato Ivo Josipović ha reso omaggio alle vittime.